# 福建北路
福建北路曾得名北闸路、北闸桥路、石路、福建北路，是中華人民共和國上海市靜安區的一條南北走向道路，南起北苏州路，中與天潼路、七浦路、塘沽路相交，北至海宁路。道路全长640米，宽6米至9.4米，车行道宽4米至6.5米。

## 歷史
清朝康熙十一年（1672年），官府在吴淞江上現今福建北路处重建了三洞石闸老闸。老闸建成后，官府又根据百姓提议建立吴淞江上第一桥老闸浮桥，这是苏州河上最早的一座闸桥，称老闸桥。老闸桥北堍集市逐渐兴旺，老闸镇开始形成。當時老闸镇以現今的福建北路为中心。
清朝道光年间，上海老城厢李姓富商在吴淞江北修建了一條石路，即為現今福建北路的前身。清朝光绪二十年至二十一年（1894年至1895年）道路改建，因當時道路位于福建路以北，所以道路命名為北福建路。中華民国35年（1946年）改為福建北路。